# Concentración Nacional Universitaria
Pour les articles homonymes, voir CNU.
La Concentración Nacional Universitaria (CNU) était un groupe estudiantin argentin, appartenant à l'extrême droite des organisations de Jeunesse péroniste. Elle s'illustra dès 1971 par l'assassinat de l'étudiante Silvia Filler à Mar del Plata, ville où elle fut particulièrement influente. Après le coup d'État de mars 1976, plusieurs de ses membres intégrèrent des escadrons de la mort.

## Création
Selon les archives de la Dirección de Inteligencia de la Policía de Buenos Aires (DIPBA), la première apparition du CNU remonte à un communiqué du 31 mars 1968 félicitant les auteurs d'un « acte patriotique réalisé par des jeunes aux Malvinas »  (l'Operativo Cóndor (en) de 1966, organisée par Dardo Cabo et d'autres ?). En août 1968, le mouvement se serait organisé à Mar del Plata lors d'une conférence en présence du professeur Carlos Alberto Disandro (es), un péroniste anti-communiste, catholique d'extrême droite, obsédé par la « synarchie », terme par lequel il désignait une alliance supposée entre les États-Unis et l'URSS pour la « domination du monde, accompagné du syndicaliste de l'aile droite péroniste José Ignacio Rucci.
Elle s'organisa ensuite début de 1970 à La Plata, autour de Carlos Disandro. La CNU était dirigée par Patricio Fernández Rivero. Elle établit rapidement des liens avec la CGT de José Ignacio Rucci, représentant de l'aile droite péroniste.
Elle ouvrit une section officielle fin 1970 à Mar del Plata, ville où quelques-uns de ses membres firent irruption à une Assemblée générale universitaire en décembre 1971 et tirèrent sur la foule, assassinant la jeune étudiante Silvia Filler. La plupart des membres de la CNU de Mar del Plata provenaient du Mouvement nationaliste Tacuara, très présent au collège Peralta Ramos, ainsi que de la faculté de droit. Elle était particulièrement influente dans cette ville portuaire, où se trouvait par exemple Raúl Viglizzo, secrétaire général de l'organisation. L'assassinat de Silvia Filler fit l'objet d'une enquête dirigée par le juge Adolfo H. Martijena. Plusieurs personnes furent condamnées pour homicide et coups et blessures, dont Oscar Héctor Torres, qui avait tiré le coup de feu, etc. L'amnistie décrétée par le président Héctor Cámpora en 1973 mit fin à l'affaire.
Les pamphlets de la CNU accusait les groupes de gauche de la Jeunesse péroniste, ainsi que les groupes communistes et trotskystes (PCA et PST) d'être des alliés de la « synarchie internationale » . À partir du retour de Juan Perón, marqué par le massacre d'Ezeiza (20 juin 1973), la CNU participa activement à la guerre civile larvée que se livrait les factions opposées du péronisme et du Parti justicialiste. Fin 1973, l'écrivain de droite Ordoner Redi, qui avait fondé l'Agrupación “Rojo Punzó” qui fusionna dans le Movimiento Federal, un groupe fascisant, facilita l'intégration des membres du CNU aux sections locales du Parti justicialiste.
La CNU tenta d'élargir son influence en fondant une branche dans le secondaire, la Concentración Nacionalista de Estudiantes Secundarios (CNES), ainsi que la Concentración de Juventudes Peronistas (CJP), mais aucune de ces deux organisations n'eut véritablement de succès.
Gustavo Demarchi, secrétaire général du Syndicat des avocats péronistes, défendit plusieurs membres du CNU et entretenait des rapports étroits avec cette dernière. La CNU entretient aussi, dès 1971, des rapports étroits avec les 62' Organizaciones, mais la section locale de Mar del Plata n'obtient le soutien explicite du Parti justicialiste qu'à partir de 1974, en raison notamment de sa mauvaise réputation depuis l'assassinat de Silvia Filler.

## Après le coup d'État de 1976
Après le coup d'État de mars 1976, la CNU se serait divisée entre ceux qui intégrèrent des escadrons de la mort dirigés par l'armée, tendance dirigée par Salvador Ullúa, et ceux qui s'éloignèrent du pays, restant fidèles au gouvernement et à la personne de José López Rega, fondateur de la Triple A (un escadron de la mort) qui s'était enfui du pays à la mi-1975. Cette division n'est pas avérée, mais probable, selon plusieurs entretiens. En revanche, les archives de la DIPBA indiquent que la CNU cessa progressivement ses actes violents au moment où la Triple A pris le relai, et aussi que plusieurs de ses membres intégrèrent ensuite les services de répression para-militaires . Au moins deux de ses membres intégrèrent le GADA 601 (en), une organisation des Forces aériennes argentines qui participa à la « guerre sale » .

## Sources
- Juan Ladeuix (historien, cité comme témoin à la cour pour son travail sur la violence politique à Mar del Plata), La derecha peronista marplatense